# Xiomara Getrouw
Xiomara Getrouw (Paramaribo, 22 oktober 1994) is een Surinaamse zwemster. Ze vertegenwoordigde haar vaderland op de wereldkampioenschappen zwemmen 2017 in Boedapest. Daar deed ze mee aan de Wereldkampioenschappen zwemmen 2017 – 50 meter rugslag vrouwen.
In juli 2019 deed ze mee aan de Wereldkampioenschappen zwemmen 2019 – 50 meter rugslag vrouwen tijdens de wereldkampioenschappen zwemmen 2019 in Gwangju.
Op 9 juli 2017 verbeterde ze het Surinaams nationaal record zwemmen op 50m rugslag (kortebaan 25m) tijdens de Speedo Fast Water Meet 2017 in Amsterdam. De door haar behaalde tijd was 29.62.
Op 29 juni 2019 verbeterde ze het Surinaams nationaal record zwemmen op 50m vlinderslag (kortebaan 25m) tijdens de Speedo Fast Water Meet 2019 in Amsterdam. De door haar behaalde tijd was 29.22.